# Кандакопшино
Кандако́пшино (вариант — Кондако́пшино)— остановочный пункт в Пушкинском районе Санкт-Петербурга на перегоне Александровская - Верево линии Санкт-Петербург — Луга. Расположена в территориальной зоне Новокондакопшино города Пушкина. У платформы нет касс по продаже билетов и зала ожидания. Из-за низкого пассажиропотока часть электропоездов проезжает её без остановки.
В 1967 году через остановочный пункт прошла электрификация участка Ленинград-Варшавский - Гатчина-Варшавская напряжением 3,3 кВ постоянного тока. В том же году были сооружены две высокие пассажирские боковые платформы. В 2017-2018 годах обе платформы были реконструированы.